# Ramnäsbruk
Ramnäsbruk är en bebyggelse nordväst om Ramnäs i Surahammars kommun. 2020, men ej 2023, avgränsardeSCB här en småort efter att bebyggelsen före 2018 klassats som en del av tätorten Ramnäs.